# Bail réel d'adaptation à l'érosion côtière
Le  bail réel d'adaptation à l'érosion côtière,  ou  BRAEC , est —  en France — un contrat de bail spécifique issu de la loi climat et résilience. Il a été créé pour permettre de gérer, temporairement, des biens immobiliers situés dans les zones exposées au recul du trait de côte (ZERC).

## Historique
Il a été créé, par ordonnance du 6 avril 2022, dans le contexte de l'adaptation au changement climatique, et à l'érosion côtière induite par montée des océans et/ou par des phénomènes de rééquilibrage isostatique ou par des facteurs locaux qui déséquilibrent le bilan sédimentaire et la disponibilité de sédiments. 

## Principes
Ce bail peut être consenti par l'État, une commune ou un groupement de communes, un établissement public y ayant vocation ou par le concessionnaire d'une opération d'aménagement.
Il permet à son preneur de bénéficier de droits réels immobiliers pour occuper, louer, exploiter, ou réaliser des installations, des constructions ou des aménagements sur ces biens, avant leur renaturation.
Sa durée varie de 12 à 99 ans, selon de l'évolution prévisible du recul du trait de côte. Il peut être prorogé (ou résilié par le maire ou le préfet si la sécurité des personnes ne peut plus être assurée. À ce moment (ou à échéance du bail), le terrain est renaturé ; rendu à la nature.
Entre temps, une cession du BRAEC est possible, mais avec encadrement du prix de vente (pour éviter toute cession de droits réels à une valeur disproportionnée).

## Intérêt
Il est réputé  particulièrement adapté aux réserves foncières constituées dans ces zones par l'État, les collectivités locales ou leurs groupements,.

## Limites
Le BRAEC n'est possible que dans les communes incluses dans le régime juridique territorial spécifique au recul du trait de côte tel que créé par 
la loi climat et résilience.
Le preneur de ce bail a une double obligation :
- payer une certaine somme à la signature du bail ;
- payer une redevance pendant toute sa durée (durée qui peut être raccourcie (rupture anticipée prévue dans le contrat de bail si le retrait du trait de côte est plus rapide que prévu)[1].